# 오시마 종합진흥국

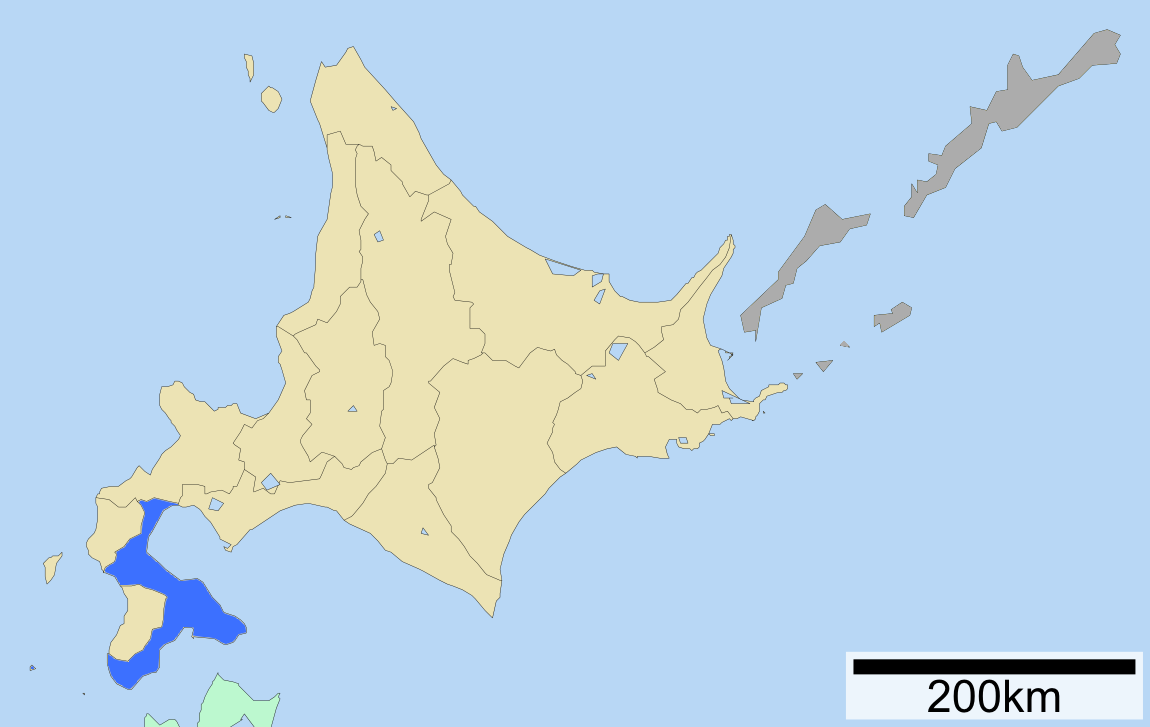

오시마 종합진흥국(일본어: 渡島総合振興局 오시마고신코쿄쿠[*])은 2010년 4월 1일에 홋카이도의 오시마 지청 대신 설치된 종합 진흥국이다. 진흥국 소재지는 하코다테시이다.

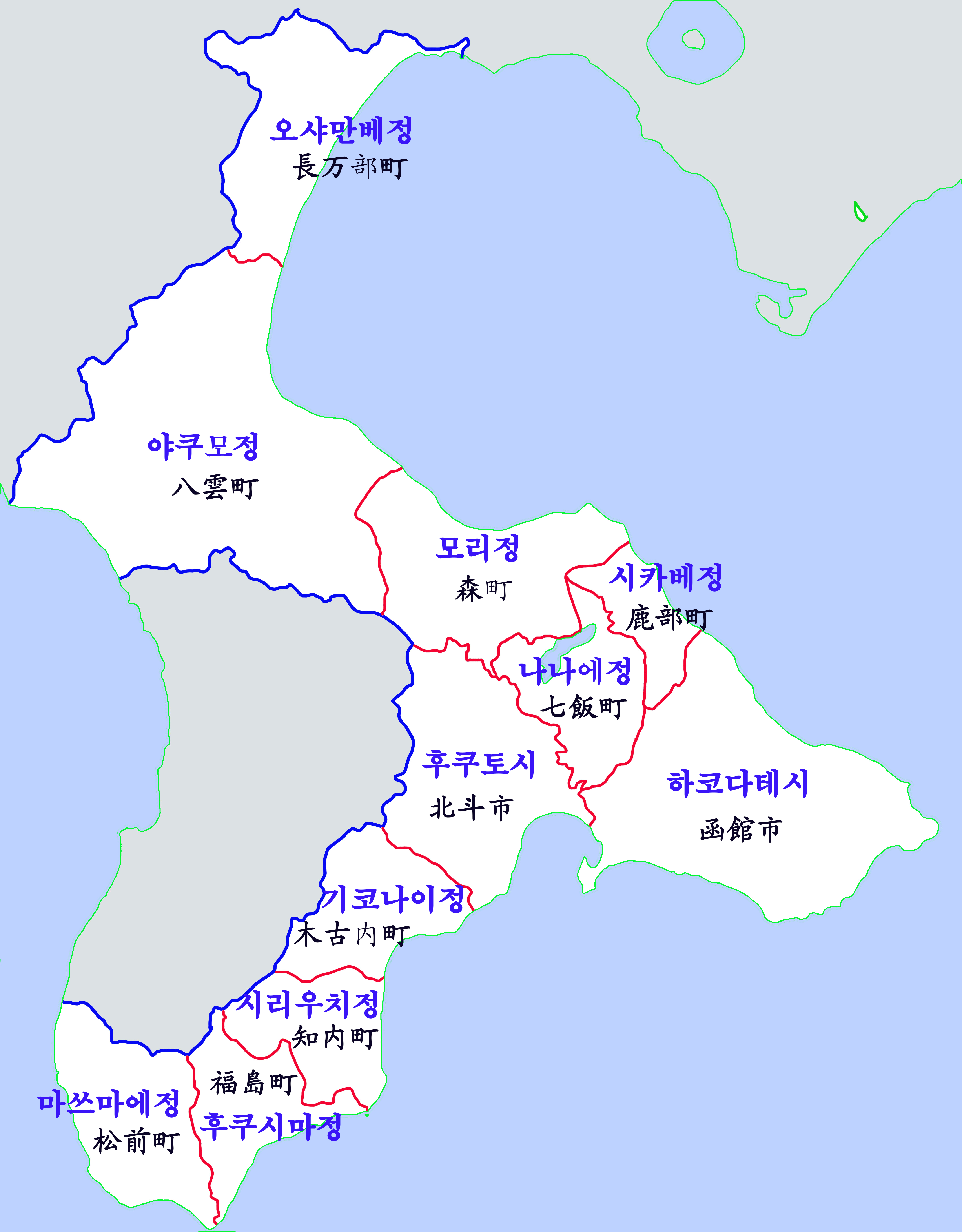

## 행정구역
- 하코다테시(函館市)
- 호쿠토시(北斗市)
- 마쓰마에군
  - 마쓰마에정(松前町) - 후쿠시마정(福島町)
- 가미이소군
  - 시리우치정(知内町) - 기코나이정(木古内町)
- 가메다군
  - 나나에정(七飯町)
- 가야베군
  - 시카베정(鹿部町) - 모리정(森町)
- 후타미군
  - 야쿠모정(八雲町)
- 야마코시군
  - 오샤만베정(長万部町)